# Guillem d'Eskilsø
Guillem d'Eskil, d'Æbelholt, de París o Guillem del Paràclit (París, 1105 - 1202) va ésser un canonge regular francès, reformador d'alguns priorats augustinians de Dinamarca. És venerat com a sant per l'Església catòlica.

## Biografia
Guillem va néixer a París, el si d'una família noble. Va educar-se amb el seu oncle Hug, abat de Saint-Germain-des-Prés. Va ésser ordenat sotsdiaca i va ésser canonge secular de l'abadia de Sainte-Geneviève-du-Mont, també a París. La seva vida exemplar va causar enveja entre els altres col·legues, que van intentar desacreditar-lo perquè no fos ordenat diaca. Arran d'aquesta difamació, el bisbe de París no va voler ordenar-lo, però va fer-ho el bisbe de Senlis, a qui el va recomanar el seu oncle.
En 1148, per manament del papa Eugeni III, els canonges seculars de Sainte-Geneviève van ésser reemplaçats per canonges regulars de l'abadia de Saint-Victor de París. Guillem va tornar-hi llavors i va entrar a la comunitat de canonges regulars de Sainte-Geneviève, arribant a ésser-ne sots-prior. Va demostrar gran zel per la vida religiosa i va oposar-se al nomenament d'un prior que havia obtingut el càrrec de manera irregular. Això va fer que fos castigat per l'abat Garí, tot i que l'acció fou finalment aprovada pel papa Alexandre III.
En 1161, Absaló, bisbe de Roskilde (Dinamarca), va enviar a París el prebost de la catedral per demanar als canonges regulars que l'ajudessin en la reforma del monestir de Sant Tomàs d'Eskilsø. El 1165, Guillem va ésser enviat a Dinamarca amb tres companys i fou nomenat abat d'Eskilsø. Malgrat la situació de pobresa i l'oposició de part de la comunitat, va reformar el monestir i, en 1178, el va traslladar a Sjælland, a Æbelholt, lloc anomenat del Paràclit.
Absaló, llavors arquebisbe de Lund, li va encarregar missions diplomàtiques, com quan Felip August de França volgué repudiar la seva esposa Ingeburga (1175-1236), filla de Valdemar I de Dinamarca.
Va morir el diumenge de Pasqua de 1203. Aviat s'atribuïren miracles a la seva intercessió.

## Veneració
En 1218 l'arquebisbe Anders Sunesen de Lund va nomenar una comissió local per a investigar aquests fets. L'informe, enviat a Roma, va portar a la canonització del canonge, que va tenir lloc el gener de 1224, fent-la Honori III. El cos del sant va ser portat a una nova església edificada a l'abadia d'Æbelholt en 1238.